# Periodización de Mesoamérica
Las cronologías de Mesoamérica propuestas o planteadas por diversos historiadores, pretenden ser modelos de aproximación historiográfica elaboradas para llevar a cabo una interpretación derivada de los análisis de los restos materiales producidos y dejados por los diversos pueblos que habitaron en sus respectivas regiones y así tratar de establecer cual fue el desarrollo de estos  pueblos mesoamericanos a lo largo de diversos periodos (marcados por las características de esos objetos materiales) y que "termina" por así decirlo hasta la segunda década del siglo 16, en los territorios de la a veces llegada a ser denominada impropiamente como la América gótica o Mesoamérica. 
Se puede decir que cada uno de los interesados en la historia mesoamericana ha producido una cronología particular que, con ligeros matices, suele encuadrarse en lo que se llama cronología tradicional. Ésta es el modelo clásico de tripartición de la historia prehispánica de Mesoamérica, que en muchas ocasiones se extrapola al resto de las superáreas culturales precolombinas del continente. La cronología tradicional divide a la historia de Mesoamérica en tres grandes períodos, que son llamados Preclásico, Clásico y Posclásico. Sin embargo, el momento en que inicia la historia de Mesoamérica como una civilización y el inicio y fin de cada uno de estos períodos es fuente de controversia entre los especialistas. Por otro lado, han surgido cronologías alternativas que pretenden abordar la historia de los mesoamericanos desde enfoques distintos, privilegiando algunos la continuidad de los procesos culturales e históricos; otros, la evolución del Estado en la región; algunos más, en el avance de los procesos de urbanización de las sociedades mesoamericanas y los acostas

## Cronología convencional
La cronología que con mayor frecuencia aparece en las obras dedicadas a la arqueología mesoamericana divide la historia de los pueblos indígenas prehispánicos en tres grandes períodos. Estos son llamados Preclásico, Clásico y Posclásico. Se han señalado muchas críticas a esta cronología. Aparecida en la primera mitad del siglo XIX, en el marco del Romanticismo europeo que tornaba su mirada con especial interés hacia el pasado, la cronología convencional para Mesoamérica toma como punto de referencia el esplendor de los mayas, expuesto a los ojos del mundo occidental gracias a las obras Incidents of travel in Central America, Chiapas and Yucatan e Incidents of travel in Yucatan, de John Lloyd Stephens y Frederick Catherwood, con los mayas, convertidos en «griegos del Nuevo Mundo». 

Desde el principio, los mayas constituyen el modelo de referencia a partir de los cuales se juzgará y se valorará a las demás culturas precortesianas al ritmo de su descubrimiento. Todo aquello que surja cronológicamente después de los mayas se llamará entonces "Posclásico" y todo lo imputable a un horizonte anterior a los mayas será bautizado con buena lógica "Preclásico". Es evidente que esta tripartición cronológica, marcada a partir de las características de la civilización maya, no carece de un fuerte sustrato de apriorismo: lo que precede a los mayas necesariamente se presume como arcaico, y lo que le sucede es decadente.

Dos de los principales retos para los arqueólogos en el momento de aplicar esta cronología convencional es la delimitación de los períodos que conforman la historia precolombina de Mesoamérica, así como el problema que implica el hecho del desarrollo paralelo de diversos pueblos que convivieron en las distintas regiones mesoamericanas. En primer lugar, aparece el problema de cuándo comienza propiamente la historia de los pueblos mesoamericanos. Para algunos arqueólogos, esta historia se inicia con la aparición de los primeros indicios de cerámica en Mesoamérica, la llamada cerámica Pox, alrededor del siglo XXV a. C. De acuerdo con esta visión, la cerámica es un indicador del avance del sedentarismo entre los pueblos mesoamericanos que, para ese tiempo, se habían convertido en sociedades agrícolas. La validez de los hallazgos de cerámica Pox en Puerto Marqués (Guerrero, México) ha sido cuestionada por arqueólogos que no comparten la cronología convencional mesoamericana, pero también por otros que la han empleado, como Michael D. Coe o Christine Niederberger.

## Cronología de Piña Chan
Formado como arqueólogo en la Escuela Nacional de Antropología e Historia (ENAH) de México, Román Piña Chan fue uno de los arqueólogos mexicanos representantes de la llamada arqueología social. Como neoevolucionista, Piña Chan compartía con los principales teóricos de esta corriente antropológica —como Gordon Childe— la idea de que existe una relación entre el estilo de vida cotidiano de una sociedad, el modo de producción y las relaciones sociales derivadas de la necesidad de organización de un grupo para explotar los recursos de su entorno. Con base en su experiencia en la arqueología mesoamericana y orientado por el paradigma neoevolucionista, Piña Chan propuso una cronología para Mesoamérica que se alejaba en varios aspectos de la cronología tradicional. El principio del que partía el autor se condensa en las siguientes palabras:

Todo grupo humano o sociedad obtiene de la naturaleza las fuentes de su vida, dominándola por medio de las energías de que dispone, según el grado de conocimientos y tecnología alcanzados en un momento determinado; y la forma de vida resultante y compartida por sus miembros evoluciona y cambia en el transcurso del tiempo, permitiendo nuevas transformaciones de la naturaleza y la sociedad.

La cronología de Piña Chan está dividida en cuatro grandes períodos. A diferencia de la cronología tradicional para Mesoamérica, Piña Chan llevó el principio de la historia de la Mesoamérica precolombina hasta el milenio 30 a. C. (alrededor del año 30 000 a. C.), que coincide con el fechamiento de los más antiguos restos humanos encontrados en México. A partir de este momento habría comenzado un largo período de adaptación al medio ambiente de la América Media que concluiría con el desarrollo de la agricultura y la consecuente sedentarización de los grupos humanos hacia el siglo L a. C. Hasta el siglo XII a. C., Mesoamérica viviría en una época donde las primeras comunidades sedentarias darían paso a aldeas y éstas a centros ceremoniales, lo que marcaría la aparición del Estado en Mesoamérica. De hecho, lo que la cronología tradicional suele encuadrar como la historia mesoamericana propiamente dicha, Piña Chan la dividió en dos grandes períodos. Se trata de las épocas denominadas Pueblos y estados teocráticos —ss. XII a. C.-IX d. C.— y Pueblos y estados militaristas —ss. IX-1521—.
Las principales críticas que se han formulado a esta cronología corresponden a dos puntos. Por un lado, Enrique Nalda señala que el sedentarismo no podía haber arraigado entre los habitantes de Mesoamérica alrededor del siglo L a. C., puesto que sólo en algunas zonas existen indicios de agricultura. De acuerdo con la evidencia arqueológica, la práctica de esta actividad no habría sido tan intensiva que permitiera sostener a un grupo humano sin recurrir al forrajeo (cacería y recolección). Por otra parte, Piña Chan cayó en el mismo error de Eric Wolf al concebir como teocracias a los estados que se desarrollaron en el tercer período de su cronología —correspondiente al Preclásico y al Clásico en la cronología tradicional— y como estados militaristas a los que florecieron entre los siglos X y XVI —el Posclásico de la cronología convencional—. Como las investigaciones arqueológicas han mostrado posteriormente, todas las sociedades mesoamericanas, desde los olmecas hasta los mexicas, tuvieron actividad belicosa.
| Período                                                           | Año                        | Subperíodos                         | Subperíodos | Sucesos relevantes |
| ----------------------------------------------------------------- | -------------------------- | ----------------------------------- | ----------- | --- |
| Recolectores y cazadores nómadas                                  | 30 000 a. C. - 7 000 a. C. | Preagrícola                         |             | - Primeros indicios de ocupación humana en Mesoamérica. El Cedral (San Luis Potosí) Tlapacoya (estado de México) Mujer del Peñón (Distrito Federal) - Difusión de la cultura Clovis - Subsistencia a partir de la caza y recolección |
| Recolectores y cazadores nómadas                                  | 7 000 a. C. - 5 000 a. C.  | Protoagrícola                       |             | - Indicios de agricultura incipiente, entre ellos, de la domesticación de la calabaza (Cucurbita pepo) y el guaje (Lagenaria siceraria). - La dependencia de los productos obtenidos de la caza y recolección obliga a la constante movilización de los grupos humanos. - Domesticación del maíz (Zea mays), el frijol (Phaseolus vulgaris) y el chile (Capsicum annuum). |
| Comunidades sedentarias Sociedades de jefatura                    | 5 000 a. C. - 2 000 a. C.. | Agrícola incipiente                 |             | - Aparición de los primeros asentamientos netamente sedentarios, dependientes de la agricultura. - Primeras manufacturas cerámicas en Puerto Marqués (cerámica Pox) y el valle de Tehuacán (fase Purrón). |
| Comunidades sedentarias Sociedades de jefatura                    | 2 000 a. C. - 1 200 a. C.  | Agrícola aldeano                    |             | - Aparecen las aldeas sedentarias, con escasa diferenciación del uso del espacio. - Consolidación de la producción cerámica. |
| Pueblos y estados teocráticos Aparición del Estado en Mesoamérica | 1 200 a. C. - 200 d. C.    | Aldeas y centros ceremoniales       |             | - Aparecen los primeros centros ceremoniales de importancia regional, entre ellos Cuicuilco, Tlatilco y Tlapacoya. - Los asentamientos mesoamericanos crecen en tamaño y población sin llegar a ser verdaderas ciudades: los más importantes de estos centros tienen una función principalmente religiosa y la vida en los poblados conserva varias características del modo de vida en las aldeas. - Florecimiento de la cultura olmeca en La Venta, Tres Zapotes y San Lorenzo. - Fundación de Teotihuacán, Monte Albán e Izapa. |
| Pueblos y estados teocráticos Aparición del Estado en Mesoamérica | 200 - 900                  | Centros urbanos                     |             | - Florecimiento de los antiguos centros ceremoniales, que se convierten, casi todos ellos, en verdaderas ciudades con una alta especialización espacial. - Urbanismo y arquitectura monumental. - Florecimiento de los estados teocráticos en Teotihuacán, Monte Albán y la región maya. - Fortalecimiento de las redes mesoamericanas de intercambio comercial. - Primeras migraciones chichimecas hacia el final del período. |
| Pueblos y estados militaristas                                    | 900 - 1200                 | Ciudades y señoríos militaristas    |             | - Florecen los estados militaristas de carácter regional en Tula, la península de Yucatán y la Mixteca. |
| Pueblos y estados militaristas                                    | 1200 - 1521                | Señoríos y metrópolis imperialistas |             | - Florecimiento de los dos grandes pueblos imperialistas de Mesoamérica: los tarascos en Michoacán y los mexicas en el valle de México. - Conclusión de la civilización mesoamericana con la conquista española. |

## Cronología de Duverger
Christian Duverger es uno de los autores más críticos respecto a la cronología que tradicionalmente se emplea en la arqueología y la historiografía de Mesoamérica. Para este autor, la historia de Mesoamérica no comienza con la aparición de la cerámica, desarrollo tecnológico sobre el que expresa una reticencia a aceptar como válidos los descubrimientos de Puerto Marqués (la llamada cerámica Pox) y la fase Purrón propuesta por Robert Mac Neish para el Valle de Tehuacán. Ambos hitos han sido datados tradicionalmente a mediados del tercer milenio antes de la era cristiana, pero en circunstancias que a decir de algunos especialistas, incluidos el propio Duverger y Christine Niederberger (2005), son «sospechosas» o «insuficientemente sustentadas». Sobre el caso de las primeras tradiciones cerámicas del Occidente, Duverger considera que  poseen una antigüedad mucho menor de la que se supone (por citar un ejemplo, ubica la cerámica de la cultura Capacha en el siglo VIII a. C., en contraste con la fecha fijada por Isabel Trusdell Kelly, correspondiente al siglo XV a. C.), amén de que no pueden considerarse como desarrollos propiamente mesoamericanos, puesto que el primer marcador de la civilización de Mesoamérica es la difusión de los rasgos culturales que se identifican con la cultura olmeca.
De acuerdo con la propuesta de Duverger, la historia prehispánica de Mesoamérica se divide en cinco épocas, que corresponden cada una con el florecimiento y difusión panmesoamericana de ciertos estilos bien conocidos a partir de los materiales arqueológicos de la región. La propuesta de Duverger pretende dar cuenta de la continuidad de la civilización mesoamericana —desde el siglo XII a. C. hasta 1521— en contraste con la cronología tradicional —que, de acuerdo con el autor, privilegia las rupturas— recurriendo a la idea de que toda la historia precolombina de Mesoamérica puede resumirse en un proceso de mestizaje en el que gradualmente se van imponiendo los rasgos culturales propios de los pueblos nahuas, a los que concibe como el «cemento» de la civilización mesoamericana. Su cronología es minoritaria, como la de Piña Chán, es una propuesta que no ha logrado desplazar la cronología clásica para Mesoamérica. 
| Cronología propuesta por Duverger para Mesoamérica |       |                           | |
| Siglo                                              | Época | Nombre alternativo        | Sucesos relevantes |
| XII a. C.                                          | I     | Horizonte olmeca          | - Difusión del estilo olmeca por toda el área mesoamericana, que excluye el Occidente y una parte del Centro de México. - Desarrollo de la escritura y el calendario de 260 días. - Desarrollo de la lapidaria y la talla de pequeñas piezas de jade. - Culto al jaguar, como deidad de la dualidad agua-fuego. - La región con mayor actividad cultural en Mesoamérica es el norte del Istmo de Tehuantepec. |
| XI a. C.                                           | I     | Horizonte olmeca          | - Difusión del estilo olmeca por toda el área mesoamericana, que excluye el Occidente y una parte del Centro de México. - Desarrollo de la escritura y el calendario de 260 días. - Desarrollo de la lapidaria y la talla de pequeñas piezas de jade. - Culto al jaguar, como deidad de la dualidad agua-fuego. - La región con mayor actividad cultural en Mesoamérica es el norte del Istmo de Tehuantepec. |
| X a. C.                                            | I     | Horizonte olmeca          | - Difusión del estilo olmeca por toda el área mesoamericana, que excluye el Occidente y una parte del Centro de México. - Desarrollo de la escritura y el calendario de 260 días. - Desarrollo de la lapidaria y la talla de pequeñas piezas de jade. - Culto al jaguar, como deidad de la dualidad agua-fuego. - La región con mayor actividad cultural en Mesoamérica es el norte del Istmo de Tehuantepec. |
| IX a. C.                                           | I     | Horizonte olmeca          | - Difusión del estilo olmeca por toda el área mesoamericana, que excluye el Occidente y una parte del Centro de México. - Desarrollo de la escritura y el calendario de 260 días. - Desarrollo de la lapidaria y la talla de pequeñas piezas de jade. - Culto al jaguar, como deidad de la dualidad agua-fuego. - La región con mayor actividad cultural en Mesoamérica es el norte del Istmo de Tehuantepec. |
| VIII a. C.                                         | I     | Horizonte olmeca          | - Difusión del estilo olmeca por toda el área mesoamericana, que excluye el Occidente y una parte del Centro de México. - Desarrollo de la escritura y el calendario de 260 días. - Desarrollo de la lapidaria y la talla de pequeñas piezas de jade. - Culto al jaguar, como deidad de la dualidad agua-fuego. - La región con mayor actividad cultural en Mesoamérica es el norte del Istmo de Tehuantepec. |
| VII a. C.                                          | I     | Horizonte olmeca          | - Difusión del estilo olmeca por toda el área mesoamericana, que excluye el Occidente y una parte del Centro de México. - Desarrollo de la escritura y el calendario de 260 días. - Desarrollo de la lapidaria y la talla de pequeñas piezas de jade. - Culto al jaguar, como deidad de la dualidad agua-fuego. - La región con mayor actividad cultural en Mesoamérica es el norte del Istmo de Tehuantepec. |
| VI a. C.                                           | I     | Horizonte olmeca          | - Difusión del estilo olmeca por toda el área mesoamericana, que excluye el Occidente y una parte del Centro de México. - Desarrollo de la escritura y el calendario de 260 días. - Desarrollo de la lapidaria y la talla de pequeñas piezas de jade. - Culto al jaguar, como deidad de la dualidad agua-fuego. - La región con mayor actividad cultural en Mesoamérica es el norte del Istmo de Tehuantepec. |
| V a. C.                                            | II    | Florecimientos regionales | - Desaparición del estilo olmeca. - Aparición de la cuenta larga mesoamericana. - Cultura epiolmeca. Cabezas colosales de La Venta, San Lorenzo y Tres Zapotes. - Florecimiento de Takalik Abaj, Kaminaljuyú, Izapa y Chiapa de Corzo en la Costa del Pacífico Sur. - Inicia la construcción de Cholula, Teotihuacán y Monte Albán. - Expansionismo protozapoteco. - Débil mesoamericanización del Occidente. Cuicuilco queda fuera de la tradición mesoamericana, aunque sus rivales en el Valle de México, como Teotihuacán, Tlatilco y Tlapacoya muestran una fuerte presencia nahua. |
| IV a. C.                                           | II    | Florecimientos regionales | - Desaparición del estilo olmeca. - Aparición de la cuenta larga mesoamericana. - Cultura epiolmeca. Cabezas colosales de La Venta, San Lorenzo y Tres Zapotes. - Florecimiento de Takalik Abaj, Kaminaljuyú, Izapa y Chiapa de Corzo en la Costa del Pacífico Sur. - Inicia la construcción de Cholula, Teotihuacán y Monte Albán. - Expansionismo protozapoteco. - Débil mesoamericanización del Occidente. Cuicuilco queda fuera de la tradición mesoamericana, aunque sus rivales en el Valle de México, como Teotihuacán, Tlatilco y Tlapacoya muestran una fuerte presencia nahua. |
| III a. C.                                          | II    | Florecimientos regionales | - Desaparición del estilo olmeca. - Aparición de la cuenta larga mesoamericana. - Cultura epiolmeca. Cabezas colosales de La Venta, San Lorenzo y Tres Zapotes. - Florecimiento de Takalik Abaj, Kaminaljuyú, Izapa y Chiapa de Corzo en la Costa del Pacífico Sur. - Inicia la construcción de Cholula, Teotihuacán y Monte Albán. - Expansionismo protozapoteco. - Débil mesoamericanización del Occidente. Cuicuilco queda fuera de la tradición mesoamericana, aunque sus rivales en el Valle de México, como Teotihuacán, Tlatilco y Tlapacoya muestran una fuerte presencia nahua. |
| II a. C.                                           | II    | Florecimientos regionales | - Desaparición del estilo olmeca. - Aparición de la cuenta larga mesoamericana. - Cultura epiolmeca. Cabezas colosales de La Venta, San Lorenzo y Tres Zapotes. - Florecimiento de Takalik Abaj, Kaminaljuyú, Izapa y Chiapa de Corzo en la Costa del Pacífico Sur. - Inicia la construcción de Cholula, Teotihuacán y Monte Albán. - Expansionismo protozapoteco. - Débil mesoamericanización del Occidente. Cuicuilco queda fuera de la tradición mesoamericana, aunque sus rivales en el Valle de México, como Teotihuacán, Tlatilco y Tlapacoya muestran una fuerte presencia nahua. |
| I a. C.                                            | II    | Florecimientos regionales | - Desaparición del estilo olmeca. - Aparición de la cuenta larga mesoamericana. - Cultura epiolmeca. Cabezas colosales de La Venta, San Lorenzo y Tres Zapotes. - Florecimiento de Takalik Abaj, Kaminaljuyú, Izapa y Chiapa de Corzo en la Costa del Pacífico Sur. - Inicia la construcción de Cholula, Teotihuacán y Monte Albán. - Expansionismo protozapoteco. - Débil mesoamericanización del Occidente. Cuicuilco queda fuera de la tradición mesoamericana, aunque sus rivales en el Valle de México, como Teotihuacán, Tlatilco y Tlapacoya muestran una fuerte presencia nahua. |
| I                                                  | II    | Florecimientos regionales | - Desaparición del estilo olmeca. - Aparición de la cuenta larga mesoamericana. - Cultura epiolmeca. Cabezas colosales de La Venta, San Lorenzo y Tres Zapotes. - Florecimiento de Takalik Abaj, Kaminaljuyú, Izapa y Chiapa de Corzo en la Costa del Pacífico Sur. - Inicia la construcción de Cholula, Teotihuacán y Monte Albán. - Expansionismo protozapoteco. - Débil mesoamericanización del Occidente. Cuicuilco queda fuera de la tradición mesoamericana, aunque sus rivales en el Valle de México, como Teotihuacán, Tlatilco y Tlapacoya muestran una fuerte presencia nahua. |
| II                                                 | II    | Florecimientos regionales | - Desaparición del estilo olmeca. - Aparición de la cuenta larga mesoamericana. - Cultura epiolmeca. Cabezas colosales de La Venta, San Lorenzo y Tres Zapotes. - Florecimiento de Takalik Abaj, Kaminaljuyú, Izapa y Chiapa de Corzo en la Costa del Pacífico Sur. - Inicia la construcción de Cholula, Teotihuacán y Monte Albán. - Expansionismo protozapoteco. - Débil mesoamericanización del Occidente. Cuicuilco queda fuera de la tradición mesoamericana, aunque sus rivales en el Valle de México, como Teotihuacán, Tlatilco y Tlapacoya muestran una fuerte presencia nahua. |
| III                                                | III   | Mesoamérica bipolar       | - Predominio nahua-teotihuacano en Mesoamérica. Florecimiento de Monte Albán y Cholula como parte de la esfera nahua. - Arquitectura monumental mesoamericana. Aparición de otras culturas mesoamericanas con fuertes componentes nahuas (cultura Mezcala, cultura totonaca). - Emergencia de la cultura maya. El mundo maya disputa la hegemonía mesoamericana a los nahuas del centro de México. Desarrollo de la escritura jeroglífica maya, perfeccionamiento maya del calendario mesoamericano. - Mesoamericanización de Occidente que conlleva la desaparición de las culturas de Colima, Jalisco y Nayarit. Michoacán muestra una gran resistencia a la nahuatlización. - Declive del predominio nahua en Mesoamérica. Ruina de Teotihuacán y Monte Albán. Presencia breve de los mayas en el Altiplano Central (Xochicalco, Cacaxtla). Declive maya. |
| IV                                                 | III   | Mesoamérica bipolar       | - Predominio nahua-teotihuacano en Mesoamérica. Florecimiento de Monte Albán y Cholula como parte de la esfera nahua. - Arquitectura monumental mesoamericana. Aparición de otras culturas mesoamericanas con fuertes componentes nahuas (cultura Mezcala, cultura totonaca). - Emergencia de la cultura maya. El mundo maya disputa la hegemonía mesoamericana a los nahuas del centro de México. Desarrollo de la escritura jeroglífica maya, perfeccionamiento maya del calendario mesoamericano. - Mesoamericanización de Occidente que conlleva la desaparición de las culturas de Colima, Jalisco y Nayarit. Michoacán muestra una gran resistencia a la nahuatlización. - Declive del predominio nahua en Mesoamérica. Ruina de Teotihuacán y Monte Albán. Presencia breve de los mayas en el Altiplano Central (Xochicalco, Cacaxtla). Declive maya. |
| V                                                  | III   | Mesoamérica bipolar       | - Predominio nahua-teotihuacano en Mesoamérica. Florecimiento de Monte Albán y Cholula como parte de la esfera nahua. - Arquitectura monumental mesoamericana. Aparición de otras culturas mesoamericanas con fuertes componentes nahuas (cultura Mezcala, cultura totonaca). - Emergencia de la cultura maya. El mundo maya disputa la hegemonía mesoamericana a los nahuas del centro de México. Desarrollo de la escritura jeroglífica maya, perfeccionamiento maya del calendario mesoamericano. - Mesoamericanización de Occidente que conlleva la desaparición de las culturas de Colima, Jalisco y Nayarit. Michoacán muestra una gran resistencia a la nahuatlización. - Declive del predominio nahua en Mesoamérica. Ruina de Teotihuacán y Monte Albán. Presencia breve de los mayas en el Altiplano Central (Xochicalco, Cacaxtla). Declive maya. |
| VI                                                 | III   | Mesoamérica bipolar       | - Predominio nahua-teotihuacano en Mesoamérica. Florecimiento de Monte Albán y Cholula como parte de la esfera nahua. - Arquitectura monumental mesoamericana. Aparición de otras culturas mesoamericanas con fuertes componentes nahuas (cultura Mezcala, cultura totonaca). - Emergencia de la cultura maya. El mundo maya disputa la hegemonía mesoamericana a los nahuas del centro de México. Desarrollo de la escritura jeroglífica maya, perfeccionamiento maya del calendario mesoamericano. - Mesoamericanización de Occidente que conlleva la desaparición de las culturas de Colima, Jalisco y Nayarit. Michoacán muestra una gran resistencia a la nahuatlización. - Declive del predominio nahua en Mesoamérica. Ruina de Teotihuacán y Monte Albán. Presencia breve de los mayas en el Altiplano Central (Xochicalco, Cacaxtla). Declive maya. |
| VII                                                | III   | Mesoamérica bipolar       | - Predominio nahua-teotihuacano en Mesoamérica. Florecimiento de Monte Albán y Cholula como parte de la esfera nahua. - Arquitectura monumental mesoamericana. Aparición de otras culturas mesoamericanas con fuertes componentes nahuas (cultura Mezcala, cultura totonaca). - Emergencia de la cultura maya. El mundo maya disputa la hegemonía mesoamericana a los nahuas del centro de México. Desarrollo de la escritura jeroglífica maya, perfeccionamiento maya del calendario mesoamericano. - Mesoamericanización de Occidente que conlleva la desaparición de las culturas de Colima, Jalisco y Nayarit. Michoacán muestra una gran resistencia a la nahuatlización. - Declive del predominio nahua en Mesoamérica. Ruina de Teotihuacán y Monte Albán. Presencia breve de los mayas en el Altiplano Central (Xochicalco, Cacaxtla). Declive maya. |
| VIII                                               | III   | Mesoamérica bipolar       | - Predominio nahua-teotihuacano en Mesoamérica. Florecimiento de Monte Albán y Cholula como parte de la esfera nahua. - Arquitectura monumental mesoamericana. Aparición de otras culturas mesoamericanas con fuertes componentes nahuas (cultura Mezcala, cultura totonaca). - Emergencia de la cultura maya. El mundo maya disputa la hegemonía mesoamericana a los nahuas del centro de México. Desarrollo de la escritura jeroglífica maya, perfeccionamiento maya del calendario mesoamericano. - Mesoamericanización de Occidente que conlleva la desaparición de las culturas de Colima, Jalisco y Nayarit. Michoacán muestra una gran resistencia a la nahuatlización. - Declive del predominio nahua en Mesoamérica. Ruina de Teotihuacán y Monte Albán. Presencia breve de los mayas en el Altiplano Central (Xochicalco, Cacaxtla). Declive maya. |
| IX                                                 | IV    | Horizonte tolteca         | - Cambia el componente nahua predominante en Mesoamérica, ahora son los toltecas quienes imponen su hegemonía. Toltequización de los mayas. Florecimiento de la cultura mixteca, grupo toltequizado de Oaxaca. - Por primera vez, la Región Huasteca se integra en Mesoamérica. La civilización mesoamericana se extiende definitivamente hacia los pueblos occidentales y hacia el sur, sobre América Central, abarcando una parte de los territorios de Nicaragua y Costa Rica, donde se encuentran poblaciones nativas de habla otomangueana. - Innovaciones en la cerámica (tipos Tohil plomizo y Mazapa) y en la arquitectura (introducción de la columnata y el techo plano). Aparece la metalurgia, probablemente importada desde Colombia, Panamá y Ecuador. - Difusión del culto a Quetzalcóatl.                                                    |
| X                                                  | IV    | Horizonte tolteca         | - Cambia el componente nahua predominante en Mesoamérica, ahora son los toltecas quienes imponen su hegemonía. Toltequización de los mayas. Florecimiento de la cultura mixteca, grupo toltequizado de Oaxaca. - Por primera vez, la Región Huasteca se integra en Mesoamérica. La civilización mesoamericana se extiende definitivamente hacia los pueblos occidentales y hacia el sur, sobre América Central, abarcando una parte de los territorios de Nicaragua y Costa Rica, donde se encuentran poblaciones nativas de habla otomangueana. - Innovaciones en la cerámica (tipos Tohil plomizo y Mazapa) y en la arquitectura (introducción de la columnata y el techo plano). Aparece la metalurgia, probablemente importada desde Colombia, Panamá y Ecuador. - Difusión del culto a Quetzalcóatl.                                                    |
| XI                                                 | IV    | Horizonte tolteca         | - Cambia el componente nahua predominante en Mesoamérica, ahora son los toltecas quienes imponen su hegemonía. Toltequización de los mayas. Florecimiento de la cultura mixteca, grupo toltequizado de Oaxaca. - Por primera vez, la Región Huasteca se integra en Mesoamérica. La civilización mesoamericana se extiende definitivamente hacia los pueblos occidentales y hacia el sur, sobre América Central, abarcando una parte de los territorios de Nicaragua y Costa Rica, donde se encuentran poblaciones nativas de habla otomangueana. - Innovaciones en la cerámica (tipos Tohil plomizo y Mazapa) y en la arquitectura (introducción de la columnata y el techo plano). Aparece la metalurgia, probablemente importada desde Colombia, Panamá y Ecuador. - Difusión del culto a Quetzalcóatl.                                                    |
| XII                                                | IV    | Horizonte tolteca         | - Cambia el componente nahua predominante en Mesoamérica, ahora son los toltecas quienes imponen su hegemonía. Toltequización de los mayas. Florecimiento de la cultura mixteca, grupo toltequizado de Oaxaca. - Por primera vez, la Región Huasteca se integra en Mesoamérica. La civilización mesoamericana se extiende definitivamente hacia los pueblos occidentales y hacia el sur, sobre América Central, abarcando una parte de los territorios de Nicaragua y Costa Rica, donde se encuentran poblaciones nativas de habla otomangueana. - Innovaciones en la cerámica (tipos Tohil plomizo y Mazapa) y en la arquitectura (introducción de la columnata y el techo plano). Aparece la metalurgia, probablemente importada desde Colombia, Panamá y Ecuador. - Difusión del culto a Quetzalcóatl.                                                    |
| XIII                                               | IV    | Horizonte tolteca         | - Cambia el componente nahua predominante en Mesoamérica, ahora son los toltecas quienes imponen su hegemonía. Toltequización de los mayas. Florecimiento de la cultura mixteca, grupo toltequizado de Oaxaca. - Por primera vez, la Región Huasteca se integra en Mesoamérica. La civilización mesoamericana se extiende definitivamente hacia los pueblos occidentales y hacia el sur, sobre América Central, abarcando una parte de los territorios de Nicaragua y Costa Rica, donde se encuentran poblaciones nativas de habla otomangueana. - Innovaciones en la cerámica (tipos Tohil plomizo y Mazapa) y en la arquitectura (introducción de la columnata y el techo plano). Aparece la metalurgia, probablemente importada desde Colombia, Panamá y Ecuador. - Difusión del culto a Quetzalcóatl.                                                    |
| XIV                                                | V     | Horizonte azteca          | - Expansión de la cultura azteca. Penetración de la cultura mesoamericana a Michoacán, tanto por la nahuatlización de la costa como por el mestizaje de la cultura tarasca. - Dominio directo de México-Tenochtitlan y sus aliados de la Triple Alianza (Tetzcuco y Tlacopan) sobre un amplio territorio y una población multiétnica. Existen grupos nahuas en Centroamérica, como los pipiles, que son independientes del poder mexica. |
| XV                                                 | V     | Horizonte azteca          | - Expansión de la cultura azteca. Penetración de la cultura mesoamericana a Michoacán, tanto por la nahuatlización de la costa como por el mestizaje de la cultura tarasca. - Dominio directo de México-Tenochtitlan y sus aliados de la Triple Alianza (Tetzcuco y Tlacopan) sobre un amplio territorio y una población multiétnica. Existen grupos nahuas en Centroamérica, como los pipiles, que son independientes del poder mexica. |
| 1519                                               | V     | Horizonte azteca          | - Expansión de la cultura azteca. Penetración de la cultura mesoamericana a Michoacán, tanto por la nahuatlización de la costa como por el mestizaje de la cultura tarasca. - Dominio directo de México-Tenochtitlan y sus aliados de la Triple Alianza (Tetzcuco y Tlacopan) sobre un amplio territorio y una población multiétnica. Existen grupos nahuas en Centroamérica, como los pipiles, que son independientes del poder mexica. |